# Scars and Souvenirs
Scars & Souvenirs es el nombre del tercer álbum de estudio de la banda de rock canadiense Theory of a Deadman. Salió a la venta el 1 de abril de 2008. Está considerado hasta el momento el álbum más exitoso de la banda y el que más sencillos ha lanzado.

## Información
El nombre del álbum proviene de una línea de la canción "By The Way" en donde menciona "heridas y recuerdos". Varios de los sencillos más exitosos de la banda fueron extraídos de este álbum, como por ejemplo "Bad Girlfriend", "Not Meant To Be" y "All Or Nothing".

## Lista de canciones
Todas las canciones escritas por Tyler Connolly excepto donde se indica. Toda la música compuesta por Theory of a Deadman.

| N.º | Título                                                            | Duración |  |
| 1.  | «So Happy»                                                        | 4:11     |  |
| 2.  | «By the Way» (Tyler Connolly y Chris Daughtry)                    | 3:35     |  |
| 3.  | «Got It Made»                                                     | 3:14     |  |
| 4.  | «Not Meant to Be» (Tyler Connolly y Kara Dioguardia)              | 3:33     |  |
| 5.  | «Crutch» (Tyler Connolly y Christine Connolly)                    | 3:16     |  |
| 6.  | «All or Nothing»                                                  | 3:30     |  |
| 7.  | «Heaven (Little by Little)» (Tyler Connolly y Christine Connolly) | 4:19     |  |
| 8.  | «Bad Girlfriend» (Tyler Connolly y Christine Connolly)            | 3:25     |  |
| 9.  | «Hate My Life» (Tyler Connolly y Christine Connolly)              | 3:10     |  |
| 10. | «Little Smirk» (Tyler Connolly y Christine Connolly)              | 3:31     |  |
| 11. | «End of the Summer» (Tyler Connolly y Zac Maloy)                  | 3:30     |  |
| 12. | «Wait for Me»                                                     | 4:03     |  |
| 13. | «Sacrifice»                                                       | 2:54     |  |

### iTunes,ZuneyAmazonbonus tracks
| N.º | Título                  | Duración |  |
| 14. | «Great Pretender»       | 3:42     |  |
| 15. | «Shadow»                | 3:48     |  |
| 16. | «So Happy» (Acústica)   | 3:33     |  |
| 17. | «By the Way» (Acústica) |          |  |

### Edición especial del 2009
| N.º | Título                                           | Duración |  |
| 14. | «Great Pretender»                                | 3:42     |  |
| 15. | «Shadow»                                         | 3:48     |  |
| 16. | «So Happy» (Acústica)                            | 4:10     |  |
| 17. | «By the Way» (Acústica)                          | 3:33     |  |
| 18. | «Not Meant To Be» (Acústica)                     | 3:30     |  |
| 19. | «Got Me Wrong» (cover de Alice In Chains)        | 4:30     |  |
| 20. | «Midnight Rider» (cover de Allman Brothers Band) | 3:09     |  |
| 21. | «What's Your Name» (cover de Lynyrd Skynyrd)     | 3:41     |  |

## Personal
- Tyler Connolly - Voces y guitarra
- Dave Brenner - Guitarra rítmica y voces de fondo
- Dean Back - Bajo y voces de fondo
- Robin Diaz - Batería

- Brent Smith - Voces de fondo en "So Happy"
- Chris Daughtry - Voces de fondo en "By The Way".

## Posición en las listas
| Listas (2008)                       | Posición |
| ----------------------------------- | -------- |
| U.S. Billboard 200                  | 26       |
| U.S. Billboard Top Hard Rock Albums | 1        |
| Canadian Albums Chart               | 2        |

- Datos: Q977596